# گورستان چلان
گورستان چلان مربوط به سدهٔ ۱۰ ه.ق است و در شهرستان مراغه، بخش سراجو، روستای چلان واقع شده و این اثر در تاریخ ۱۴ مرداد ۱۳۸۲ با شمارهٔ ثبت ۹۴۷۴ به‌عنوان یکی از آثار ملی ایران به ثبت رسیده است.